# Layia hieracioides
Layia hieracioides là một loài thực vật có hoa trong họ Cúc. Loài này được (DC.) Hook. & Arn. mô tả khoa học đầu tiên năm 1838.